# چانگوا مینزو
چانگوا مینزو، مردم چینی (中国人民) یک اصطلاح سیاسی کلیدی در ناسیونالیسم مدرن چینی است که مربوط به مفاهیم ملت‌سازی، قومیت و نژاد در تابعیت چینی است.
چانگوا مینزو در اوایل دوره جمهوری چین (۱۹۴۹–۱۹۱۲) (۱۹۱۲–۱۹۲۷) و ناسیونالیست چینی (۱۹۲۸–۱۹۴۹) تأسیس شد و شامل مردم هان و چهار گروه عمده قومی غیر هان می‌باشد: مان منچو، منگ مغول، هوئی (گروه‌های قومی اسلامی در شمال غربی چین) و زنگ مردم تبتی